# Karosinae
Sous-famille
Les Karosinae sont une sous-famille d'opilions laniatores de la famille des Stygnopsidae.

## Distribution
Les espèces de cette sous-famille sont endémiques du Mexique.

## Liste des genres
Selon World Catalogue of Opiliones (06/10/2021) :
- Chapulobunus Goodnight & Goodnight, 1946
- Crettaros Cruz-López & Francke, 2015
- Huasteca Cruz-López & Francke, 2015
- Karos Goodnight & Goodnight, 1944
- Mictlana Cruz-López & Francke, 2015
- Montabunus Goodnight & Goodnight, 1945
- Monterella Goodnight & Goodnight, 1944
- Potosa Goodnight & Goodnight, 1947

## Publication originale
- Cruz-López & Francke, 2017  : « Total evidence phylogeny of the North American harvestman family Stygnopsidae (Opiliones : Laniatores : Grassatores) reveals hidden diversity. » Invertebrate Systematics, vol. 31, no 3, p. 317–360.